# Ahogbèya
Ahogbèya est un arrondissement du département du Couffo au Bénin.

## Géographie
Ahogbèya est une division administrative sous la juridiction de la commune de Klouékanmè,.

## Démographie
Selon le recensement de la population effectué par l'Institut National de la Statistique Bénin en 2013, Ahogbèya compte 13356 habitants pour une population masculine de 6386 contre 6970 de femmes pour un ménage de 2677.